# غويلرمو إسكالادا
غويلرمو إسكالادا (بالإسبانية: Guillermo Escalada)‏ مواليد 24 أبريل 1936 في الأوروغواي، هو لاعب كرة قدم أوروغوياني. يلعب كمهاجم. سبق له أن لعب في كأس العالم لكرة القدم مع منتخب بلاده.

## المسيرة الاحترافية

### أندية لعب لها
- ناسيونال مونتيفيديو
- جيمناسيا لابلاتا
- مونتيفيديو واندررز

## روابط خارجية
- غويلرمو إسكالادا على موقع الاتحاد الدولي (مؤرشف)  (الإنجليزية)
- غويلرمو إسكالادا على موقع ناشيونال فوتبول تيمز (الإنجليزية)